# Ferdinand Faczinek
Ferdinand Faczinek, né le 31 décembre 1911 à Pressburg en Autriche-Hongrie et mort le 11 avril 1991, est un joueur et entraîneur tchécoslovaque de football.

## Carrière
En tant que footballeur, il occupe le poste d'attaquant. Il joue dans les années 1930 et 1940 au Sparta Prague puis en France au FC Sochaux-Montbéliard, au CA Paris, aux Chamois niortais, au FC Sète puis à nouveau aux Chamois niortais. Il fait partie de l'équipe de Tchécoslovaquie de football entre 1934 et 1937, totalisant huit capes pour zéro but marqué.
Il devient ensuite entraîneur professionnel en France dans les clubs des Chamois niortais, RC Strasbourg et US Forbach.